# 岡部伸
岡部 伸（おかべ のぶる、1959年 - ）は、日本のジャーナリスト。産経新聞記者。

## 人物・来歴
愛媛県生まれ。立教大学社会学部社会学科を卒業後、産経新聞社に入社。米国デューク大学、コロンビア大学東アジア研究所に客員研究員として留学。外信部を経て、モスクワ支局長、社会部次長、社会部編集委員、編集局編集委員。2015年12月から2019年4月まで英国に赴任、同社ロンドン支局長（木村正人の後任）、立教英国学院理事を務める。同社論説委員。2012年の『消えたヤルタ密約緊急電』で第22回山本七平賞受賞。

## 著書
- 『消えたヤルタ密約緊急電 情報士官・小野寺信の孤独な戦い』新潮社〈新潮選書〉、2012.8
- 『「諜報の神様」と呼ばれた男 連合国が恐れた情報士官 小野寺信の流儀』PHP研究所、2014.9／PHP文庫、2023.2
- 『イギリス解体、EU崩落、ロシア台頭 EU離脱の深層を読む』PHP新書、2016.9
- 『イギリスの失敗 「合意なき離脱」のリスク』PHP新書、2019.9
- 『新・日英同盟 100年後の武士道と騎士道』白秋社、2020.10 - 電子版は未刊
- 『第二次大戦、諜報戦秘史』PHP新書、2021.9
- 『至誠の日本インテリジェンス - 世界が称賛した帝国陸軍の奇跡』ワニブックス、2022.3[2]

共著
- 佐藤優と『賢慮の世界史 国民の知力が国を守る』PHP新書、2021.3
- 馬渕睦夫と『新・日英同盟と脱中国　新たな希望』ワニブックス、2021.6

※特記以外電子書籍刊